# 新界小型屋宇政策

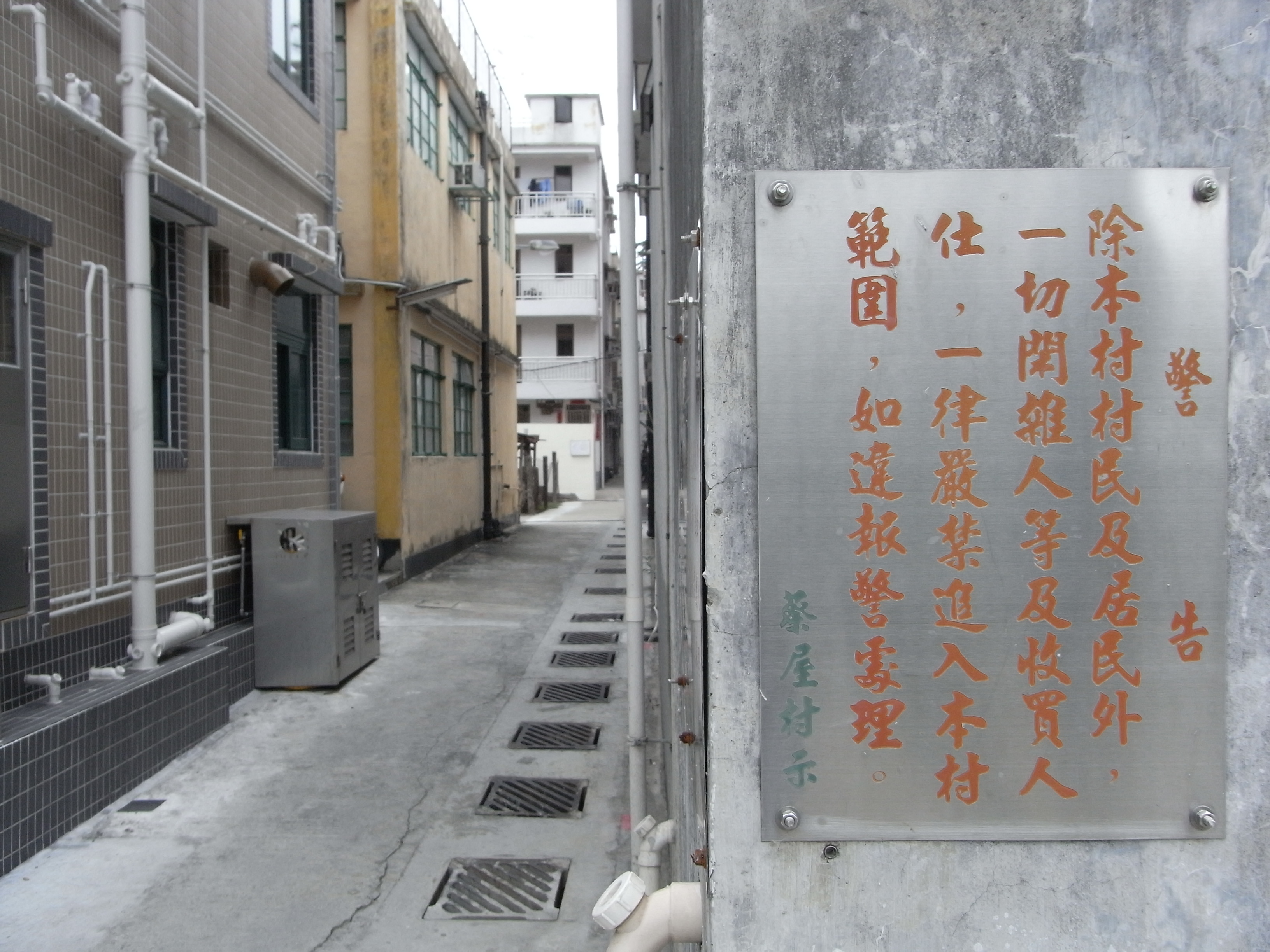
蔡屋村的丁屋

新界小型屋宇政策，俗稱丁屋政策，是香港新界原居民的男性後人（即「男丁」）獲准在私人土地興建的房屋，為香港殖民地時期沿用至今的一項政策。

## 歷史
傳統以來，新界居民均於村落內或鄰近的私人農地或荒地之上興建房屋居住。而自英國租借新界後，有關的傳統一直延續，而以政府向居民批出「建屋牌」或以換地重批的方式進行。及至1970年代政府計劃發展新界，為了得到新界原居民的支持，當時的香港政府於1972年12月實施的「小型屋宇政策」，規定年滿18歲，父系源自1890年代新界認可鄉村居民的男性香港原居民，每人一生可申請一次於認可範圍內建造一座最高3層（上限27呎／8.22米高），每層面積不超過700平方呎的丁屋，無需向政府補地價。
1972年11月29日，新界民政署長的黎敦義在向立法局宣布丁屋政策時，已強調丁屋只是一項中短期措施（interim measures）。目的是希望藉興建丁屋，讓原居民獲得環境較佳的居所，因新界當年只有7%房屋是屬於正常的永久性房屋，其餘93%統統是老舊村屋、臨時性房屋甚至是非法搭建物，故准許原居民興建丁屋是迫在眉睫。有評論認為這反映丁屋只是臨時的恩恤政策，並非承認原居民擁有特權。新界民政署（現合併於民政事務總署）內部解密檔案指出港英政府當時因為遺漏「無屋住才可建丁屋」的審批條款，變成男性原居民人人可建丁屋。1977年，新界民政署作出內部檢討，報告指丁屋濫用問題嚴重，西貢民政專員指西貢有1000個丁屋申請，惟只有很小比例涉及真正住屋需要，風景較佳的西貢區和離島區的丁屋，被市區人士認為是理想度假屋。而丁屋5年禁止轉讓條款變得無效。
政府同時訂立「限制買賣轉讓條款」，規定擁有丁屋的原居民如果想把丁屋出售及轉讓予非原居民，需向政府申請作補地價，並取得地政專員書面同意，才可進行。興建丁屋的土地，只可是位於新界（包括離島）的認可村落村界內的「鄉村式發展用地」或農地。根據新界鄉議局的估計，擁有申建丁屋權利（俗稱「丁權」）的男性原居民有24萬。
1973年制訂的《差餉條例》則規定在鄉村範圍內的屋宇，包括丁屋，可獲豁免繳交差餉。1987年，政府把條例作出修訂，丁屋及村屋需取得由地政處發出的豁免紙後，才可興建。
在1972年至2011年期間，地政總署共批出36,912宗興建丁屋的申請。

## 改革及爭議

### 統合丁權
1995年8月，香港政府曾經檢討新界小型屋宇政策。雖然根據《香港基本法》第40條規定，新界原居民的原有合法傳統權益，在香港主權移交後仍然受到保護，但在1997年7月1日前，仍有大量新界原居民向香港地政總署提出興建丁屋申請，令丁屋申請一直積壓。地政總署擬於2004年4月1日開始實施「新審理丁屋申請程序」，但其後因原居民反對而暫時擱置。
合和實業主席胡應湘曾建議政府實施「丁權證券化」，讓擁有興建丁屋權的原居民，可以將發展權在市場上自由買賣，以增加新界土地供應。
由於香港可供發展的土地越來越少，為了善用土地資源，政府在2006年2月建議放寬地積比率，嘗試准許原居民興建超過3層的丁屋。政府計劃先在沙田排頭村、上禾輋村，及元朗蝦尾新村進行試驗，興建高達20層的多層丁屋，預料可提供2000個丁屋單位，希望可解決積壓的申請個案，不過建議後來不了了之。長遠而言，政府亦正研究「一次性」解决新界男丁興建丁屋的安排。

### 反對丁權

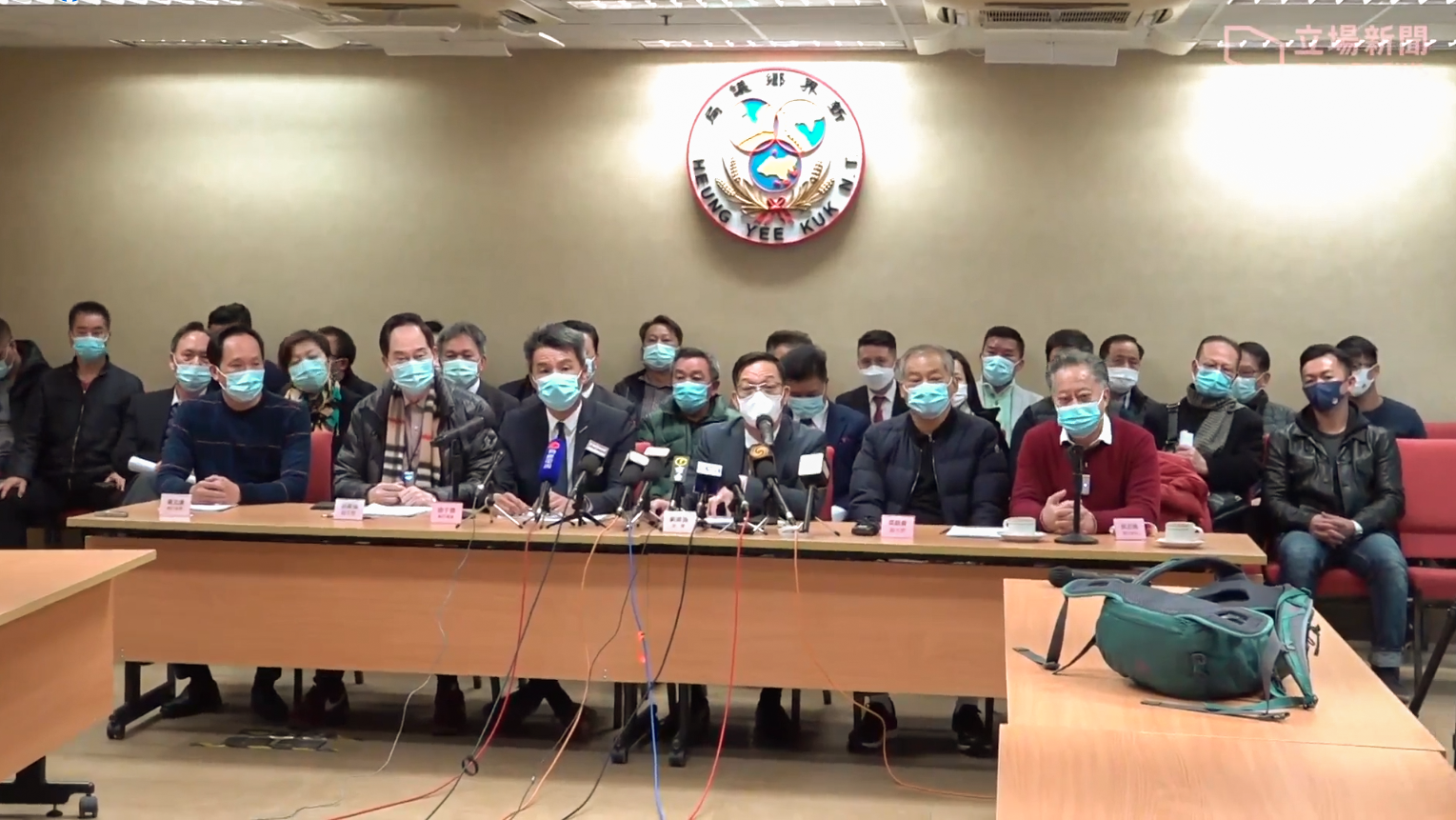
2021年1月13日，政府及新界鄉議局上訴得直，私人協約、換地建丁屋合憲，鄉議局見記者。鄉議局主席劉業強形容判決是「全勝」

據一份撰寫於1980年、現已解密的新界民政署（現合併於民政事務總署）內部報告，顯示香港政府當年因漏寫若無足夠居住空間（Not adequately housed），才可獲批建丁屋的審批條款，結果因這錯誤，令新界原居民男丁人人可建丁屋。該報告又指出，丁屋政策實施5年後即1977年，已出現嚴重濫用問題。
一些非原居民的香港市民，質疑丁屋制度令新界原居民享有特權。聯合國消除對婦女歧視委員會，曾表示只有男性可享有丁權的丁屋政策，對女性造成歧視。
2012年，時任發展局長林鄭月娥指出新界原居民之丁權，不能無限期維持下去，建議2047年後停止丁屋政策，以2029年為劃界線，之後出生之新界男丁不再享有丁權，但其後因原居民反對而擱置。
2013年9月12日，《大公報》認為大量內地來港新移民蜂擁而入不是造成香港住房短缺的主要原因，而是香港現有住房問題很大程度上是由於新界原居民大量非法佔用土地，以及受到「新界小型屋宇」政策的影響。
2015年，「覆核王」郭卓堅入稟香港高等法院，就丁屋政策提出司法覆核。法官周家明在2019年4月13日頒下判詞，裁定涉及政府用地的私人協約方式，或以換地方式批出的丁權違憲，但暫緩執行判決6個月。鄉議局對此表示非常遺憾及失望，表示考慮上訴。到2021年1月13日，鄉議局最後上訴得直，法庭裁定「私人協約及換地」起丁屋並不違憲，推翻原審法官2019年的裁定。鄉議局主席劉業強形容判決是「全勝」，將令建屋量有增無減。政府亦表示歡迎裁決。。

## 終院判決丁屋政策屬合憲
2021年11月5日，終審法院駁回挑戰新界丁權合憲性的上訴，一致裁定丁屋政策合憲。原居民能夠以免費建屋牌照、私人協約或換地方式建丁屋。《基本法》第40條列明「新界原居民的合法傳統權益受到特區保護」，法院認為，丁屋政策受到若干條法規以及《基本法》第122條隱含但清楚的認可，相關權益完全建基於公法之上，地政總署是合法行使酌情權處理丁屋申請，這項酌情權並非無限大，而是受到法例約束。對於上訴方提出，《基本法》第40條所述的原居民傳統權益，受《基本法》及《人權法案》有關反歧視條文約束，終審庭並不認同，指出《基本法》頒布時，香港人權法案及性別歧視條例尚未實施，《基本法》第39條所指的「《公民與政治權利國際公約》適用於香港」，並不等同「全面適用」於原居民權益這項特殊議題。法庭認為第40條是具有主導地位，是針對新界原居民的特定條文，凌駕於基本法第25條、第39條以及人權法案第22條這類一般性的條文。判詞解釋，《基本法》列明的「五十年不變」，其中一項要素就是「香港現行社會、經濟制度不變」，基本法第40條就是保障特定階層人士現有權利，以達致這項原則。法庭又指出，第40條保障的「傳統權益」，應參考1990年基本法頒布時的狀況而決定，毋須追溯至1898年「新界契約」生效之前的權益，認為條例是源自港英時代的政策，亦看不到任何合理原因，中國需要保障1898年之前新界原居民的權益，只有新界原居民的男性後代符合丁屋資格的事實，是特區繼承的體制的一部分，亦是《基本法》第四十條旨在保護的部分。
丁權案上訴人郭卓堅對裁決感到完全失望，認為丁屋政策違反部分《基本法》條文，並歧視女性，違反法律面前人人平等的原則，《基本法》亦列明《公民權利和政治權利國際公約》適用於香港，公約條文強調，法律應禁止任何歧視。郭卓堅將考慮去信人大反映，期望最終取消政策。郭卓堅認為，如果取消丁屋政策，將土地用作興建公屋或原居民的樓宇，可有助縮短輪候上公屋的時間。
鄉議局歡迎裁決，指出丁屋審批速度越來越慢，判決確立丁屋政策合法合憲，促請地政總署回復正常審批速度，政府應該認真商討如何理順丁屋政策，善用土地有助促進北部都會區發展。鄉議局希望政府，在鄉村範圍適合發展的土地，以新界原居民合法權益為基礎，提供更多發展空間，例如提高發展密度等，以發展丁廈或城中村等。鄉議局認為，判決後對新界及鄉村土地進一步釋放持樂觀態度，又指出鄉村土地大約有3,400公頃，當中不少和已發展土地接近，如果部分能獲准向高空發展，將對發展房屋有好大幫助。

## 罪案與違規

### 違法購買丁權
2015年12月4日，丁屋發展商透過沙田鄉事委員會主席莫錦貴等多名中間人，向多名原居民違法購買其丁權，並在申請興建丁屋時詐騙地政總署。區域法院經審訊後，裁定發展商與11名原居民串謀詐騙罪成，成為首宗「套丁」被定罪的案件，引發「套丁」是否涉及刑事罪行的爭議。
2021年3月12日，廉政公署調查一個位於元朗的丁屋地產發展項目，懷疑涉及貪污詐騙，拘捕王潘律師行創辦人王光榮及其次子王德信等24人。

### 僭建

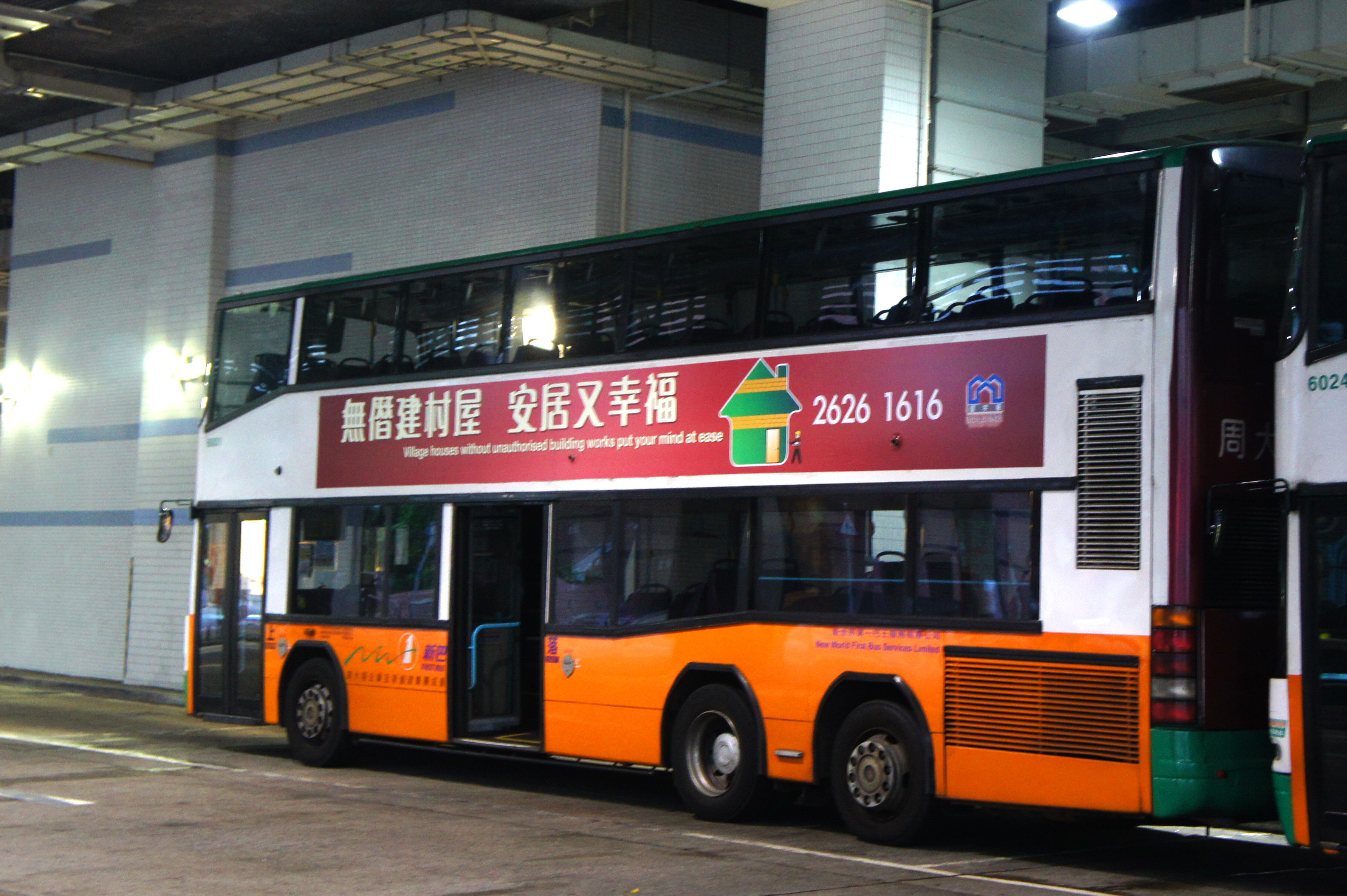
一輛雙層巴士車身貼上屋宇署的「無僭建村屋 安居又幸福」宣傳廣告

據發展局副秘書長鄭偉源估計，新界村屋僭建個案數以萬計。發展局長林鄭月娥曾於2011年年底表明政府鐵定於2012年4月起，嚴厲執法取締僭建村屋，首輪目標是三層以上的村屋，屋宇署並會逐一巡查新界六百條村。
2012年4月1日，為遏止新僭建物的出現及保障新界村屋的樓宇結構安全，屋宇署開始推行「新界村屋申報計畫」，並將新界分為九區派員入村巡查，首輪取締目標是四層或以上或的僭建村屋。鄉議局則表明，凡收到清拆令的，會向政府提出訴訟。
在「新界村屋僭建物申報計劃」下，新界村屋的業主可為符合資格參加「申報計劃」的僭建物向屋宇署申報。已申報的僭建物，除非有迫切危險，否則不會在首輪取締目標執法階段被強制即時清拆。但是，有鄉事委員會委員批評政府選擇性實施登記制度，登記制度只適用於新界，對新界居民不公平。鄉事委員會並號召原居民不要配合申報計劃。惟時任發展局長林鄭月娥一再重申在新界村屋僭建的問題上會依法辦事，不會有特赦。

## 評價
《01周報》有評論指出，「丁權」制度強調男性子孫的財產繼承權，是傳統中國法律的遺存，是「中華法系」在現代社會裏所留下的一定的痕跡。

## 影視文化
- 《竊聽風雲3》，一部以描寫香港的丁屋計劃所衍生的社會題材電影。

## 資料來源
1. ↑   (PDF).   [2014-03-26]. （原始内容存档 (PDF)于2020-09-29）.
2. ↑  .   [2018-09-20]. （原始内容存档于2020-06-05）.
3. ↑  . 明報新聞網海外版-明報加西版(溫哥華). 2012-01-09  [2012-04-29]. （原始内容存档于2014-02-20）.
4. 1 2 3 4  . 明報新聞網海外版-明報加西版(溫哥華). 2012-01-09  [2012-04-29]. （原始内容存档于2014-02-09）.
5. ↑  . 2024-04-07  [2024-04-07]. （原始内容存档于2025-04-25）.
6. ↑  . 香港經濟日報網站. 2012-12-10  [2015-03-21]. （原始内容存档于2015-04-05）.
7. ↑  . 蘋果日報. 2012-06-15  [2015-03-21]. （原始内容存档于2017-06-13）.
8. ↑  . South China Morning Post. 2012-06-12  [2017-04-10]. （原始内容存档于2017-07-08）.
9. ↑  陳偉強. . 大公報. 2013-09-12  [2013-09-13]. （原始内容存档于2016-03-04）. 造成住房短缺現狀的原因複雜。筆者認為，內地移民和香港住房短缺之間關係甚微，或者可以說，現有的住房問題，很大程度上是由於新界原居民大量非法佔用土地，以及受到「新界小型屋宇」政策的影響。
10. ↑  . 晴報. 2019-04-09  [2019-04-13]. （原始内容存档于2019-04-13）.
11. ↑  朱棨新. . 香港01. 2021-01-13  [2021-01-13]. （原始内容存档于2021-01-21）.
12. ↑  . 立場新聞. 2021-11-05  [2021-11-05]. （原始内容存档于2021-11-17）.
13. ↑  . 立場新聞. 2021-11-05  [2021-11-05]. （原始内容存档于2021-11-20）.
14. ↑  . 東方日報. 2015年12月4日  [2015年12月11日]. （原始内容存档于2021年2月6日）.
15. ↑  李穎霖、鄭秋玲. . 香港01. 2021年3月12日  [2021年5月2日]. （原始内容存档于2021年11月21日）.
16. ↑  . 商業電台. 2012-04-08  [2012-04-29]. （原始内容存档于2021-02-07）.
17. ↑  . 東方日報. 2011-12-09  [2012-04-29]. （原始内容存档于2020-06-05）.
18. ↑  . 頭條日報. 2012-04-02  [2012-04-29].
19. ↑  . 屋宇署. 2012-04-03  [2012-04-29]. （原始内容存档于2012-04-30）.
20. ↑  . 頭條日報. 2012-03-31  [2012-04-29].
21. ↑  郭文德. . 香港01. 2018-01-08. 即使是在香港，中華法系亦留下了一定痕迹，像牽扯到《大清律例》的「丁權」爭議，相關制度對男性子孫財產繼承權的強調就明顯屬於傳統中國法律遺存。

## 外部連結
- 《胡應湘倡丁權證券化 自由售賣發展權 增新界土地供應[]》，明報，2006年1月21日
- 《政府擬批建20層丁屋 沙田元朗試行 提供2000單位[]》，明報，2006年3月1日
- 如何申請批准建造小型屋宇 （页面存档备份，存于） - 地政總署
- 新界小型屋宇政策 - 新界鄉議局
- 「你繞道、我杯葛」-丁屋審批制度變革風波
- 村屋與丁屋法律資料-美聯物業
- 西貢村屋
- 【01倡議】收回丁權：取締特權階級　善用土地資源 | 香港01 （页面存档备份，存于）
- 【專頁：官紳大套丁】揭最隱秘的權貴勾當　8組最深度的調查報道 | 香港01 （页面存档备份，存于）